# سد سنگرد سبزوار

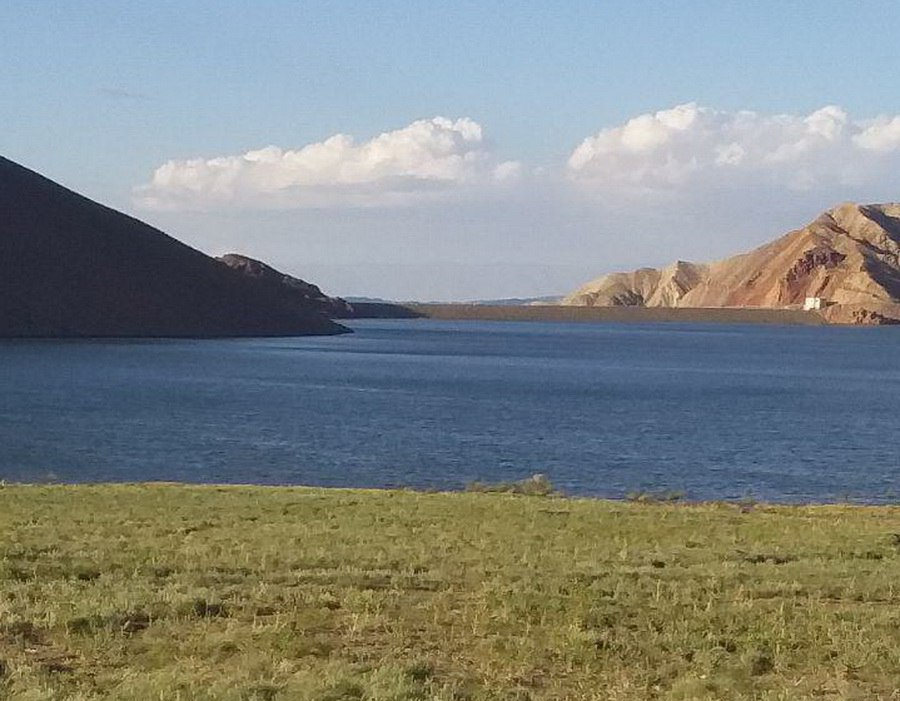

سد سنگرد سبزوار، یکی از سدهای غرب خراسان رضوی است که در ۷۵ کیلومتری جنوب شرق سبزوار و ۵ کیلومتری جنوب غرب روستای سنگرد از توابع شهرستان ششتمد  قرار دارد.  اهداف اصلی ساخت این سد مهار و کنترل سیلابها، تنظیم سالانه ۹۵/۱۲ میلیون متر مکعب از جریان رودخانه سنگرد جهت مصارف کشاورزی و صنعتی، پرورش آبزیان و توسعه گردشگری و در نهایت ایجاد اشتغال و جلوگیری از مهاجرت روستائیان منطقه به شهرها بوده است.